# Kanton Londinières
Der Kanton Londinières war bis 2015 ein französischer Kanton im Arrondissement Dieppe, im Département Seine-Maritime und in der Region Haute-Normandie; sein Hauptort war Londinières, Vertreter im Generalrat des Départements war zuletzt von 1992 bis 2015 Michel Fouquet (DVG). 
Der Kanton Londinières war 194,62 km² groß und hatte (2006) 4.964 Einwohner, was einer Bevölkerungsdichte von 26 Einwohnern pro km² entsprach. Er lag im Mittel auf 116 Meter über dem Meeresspiegel, zwischen 40 m in Osmoy-Saint-Valery und 224 m in Clais. 

## Gemeinden
Der Kanton bestand aus 16 Gemeinden:
| Gemeinde                    | Einwohner Jahr | Fläche km² | Bevölkerungsdichte | Code INSEE | Postleitzahl |
| --------------------------- | -------------- | ---------- | ------------------ | ---------- | ------------ |
| Bailleul-Neuville           | 187 (2013)     | –          | – Einw./km²        | 76052      | 76660        |
| Baillolet                   | 106 (2013)     | –          | – Einw./km²        | 76053      | 76660        |
| Bures-en-Bray               | 321 (2013)     | –          | – Einw./km²        | 76148      | 76660        |
| Clais                       | 247 (2013)     | –          | – Einw./km²        | 76175      | 76660        |
| Croixdalle                  | 239 (2013)     | –          | – Einw./km²        | 76202      | 76660        |
| Fréauville                  | 131 (2013)     | –          | – Einw./km²        | 76280      | 76660        |
| Fresnoy-Folny               | 708 (2013)     | –          | – Einw./km²        | 76286      | 76660        |
| Grandcourt                  | 368 (2013)     | –          | – Einw./km²        | 76320      | 76660        |
| Londinières                 | 1.324 (2013)   | –          | – Einw./km²        | 76392      | 76660        |
| Osmoy-Saint-Valery          | 347 (2013)     | –          | – Einw./km²        | 76487      | 76660        |
| Preuseville                 | 124 (2013)     | –          | – Einw./km²        | 76511      | 76660        |
| Puisenval                   | 28 (2013)      | –          | – Einw./km²        | 76512      | 76660        |
| Saint-Pierre-des-Jonquières | 91 (2013)      | –          | – Einw./km²        | 76635      | 76660        |
| Sainte-Agathe-d’Aliermont   | 315 (2013)     | –          | – Einw./km²        | 76553      | 76660        |
| Smermesnil                  | 421 (2013)     | –          | – Einw./km²        | 76677      | 76660        |
| Wanchy-Capval               | 346 (2013)     | –          | – Einw./km²        | 76749      | 76660        |

## Bevölkerungsentwicklung
| 1962  | 1968  | 1975  | 1982  | 1990  | 1999  | 2006  |
| ----- | ----- | ----- | ----- | ----- | ----- | ----- |
| 5.485 | 5.913 | 5.425 | 5.014 | 4.747 | 4.726 | 4.964 |